# Hodart
Filipe Hodarte, ou Philippe Hodart, ou Odart, ou Hodart (séc. XV — séc. XVI) foi um escultor de ascendência francesa, ativo em Espanha e Portugal no século XVI.  Odart integra o grupo de escultores cuja obra marcou, em Portugal, a transição para a arte do Renascimento.

## Vida / Obra

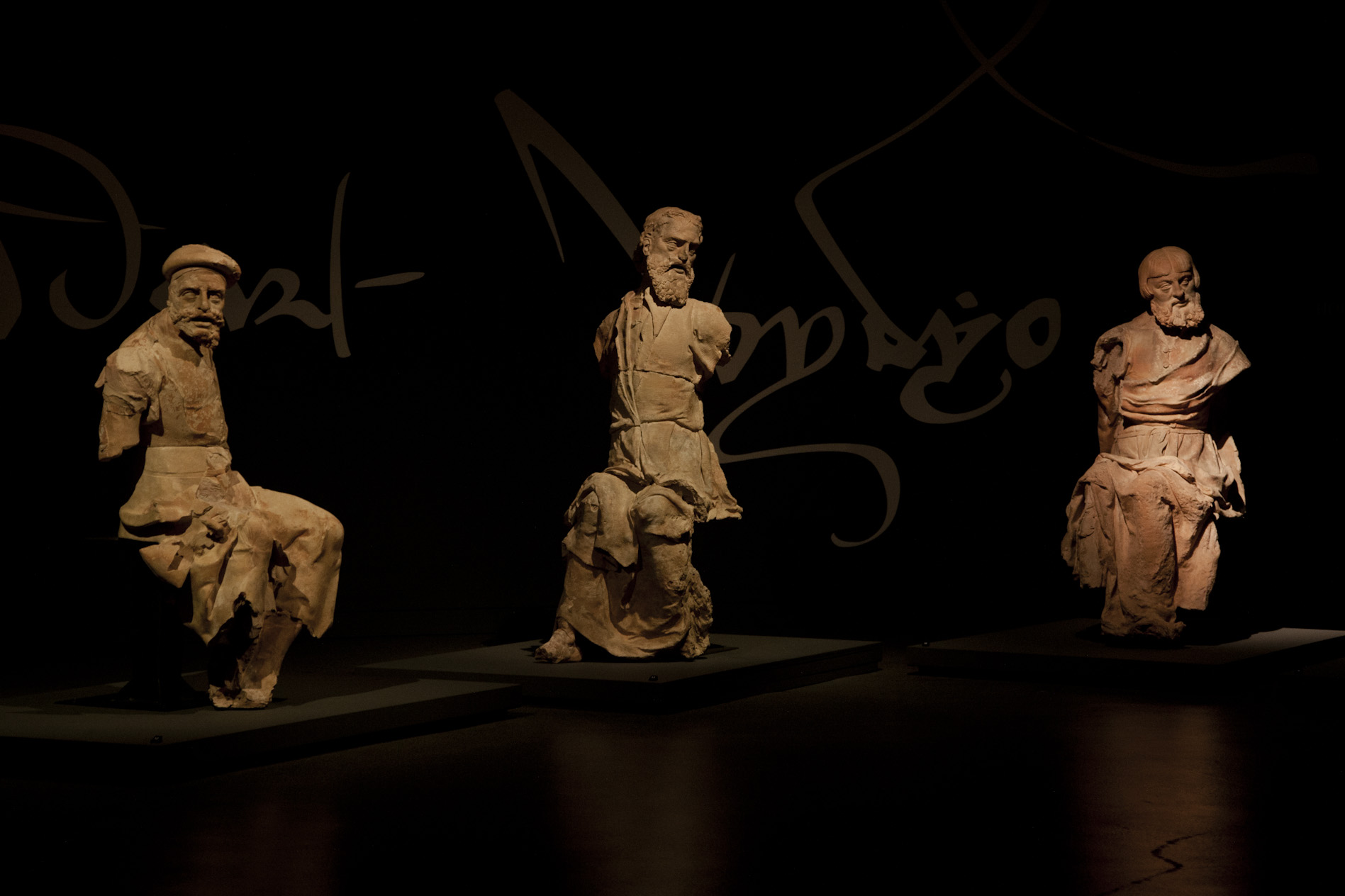
A Última Ceia, Museu Nacional de Machado de Castro

Subsistem muitas dúvidas a respeito da sua origem e formação, assim como do seu destino depois de completar as empreitadas que realizou em Portugal. Pensa-se que trabalhou na catedral de Toledo, onde ainda se conservam obras que lhe são atribuídas: Domine Quo Vadis? (edícula superior do portal da Torre do Tesouro); Cristo atado à coluna da Porta dos Escrivães incluído no retábulo de Cristo del Olvido; e três relevos colocados nos pilares próximos do transepto.
De Espanha Hodart foi para Coimbra, onde realizou a Ceia de Cristo (1530-1534) para o refeitório do Mosteiro de Santa Cruz, – que Diogo de Castilho acabara de construir –, composto por treze imagens em barro cozido (hoje no Museu Nacional de Machado de Castro). No contrato para a execução desta obra surge como testemunha o nome de João de Ruão, o que permitiu a certos autores conjeturar uma associação entre Diogo de Castilho e esses dois escultores (Hodart e João de Ruão) na realização de outras empreitadas (Capela dos Coimbras, Braga; Túmulo de D. Luís da Silveira, Igreja Matriz de Góis; Panteão dos Lemos, Igreja da Trofa). Sabe-se que Hodart permaneceu em Coimbra pelo menos até 1535, tendo executado um Menino Jesus e imagens para as salas de aula do mesmo mosteiro.
É-lhe atribuída a estatuária do perímetro exterior da Capela dos Coimbras (anexa à Igreja de São João do Souto, Braga). Embora não haja unanimidade a este respeito, são-lhe ainda atribuídas por alguns autores as estátuas orantes, em pedra, de D. Luís da Silveira, c. 1535 (Igreja Matriz de Góis) e de D. Duarte de Lemos, c. 1535-1539 (Igreja da Trofa) – estas duas obras apresentam uma placidez estilística que diverge da intensidade dramática presente em A Última Ceia, a obra mais marcante de Hodart e, esta sim, comprovadamente de sua autoria.

### A Última Ceia
Hodart fez o Apostolado da Ceia para o refeitório do Mosteiro de Santa Cruz entre 1530 e 1534. Originalmente o conjunto localizava-se no topo do refeitório e incluía uma mesa com todos os utensílios e vitualhas. O tratamento simultaneamente realista, expressivo e minucioso das figuras revelam um artista formado no espírito renascentista, distinguindo cada um dos Apóstolos de acordo com as suas personalidades sem que nenhum repita a emoção dos restantes. A invulgar expressividade da obra parece prenunciar o barroco. Hoje as figuras apresentam-se na cor natural da terracota, embora revelem vestígios de pintura anterior. A fragilidade da terracota e as atribulações posteriores à extinção das ordens religiosas (1834) levaram à mutilação das figuras, que foram reconstruídas já no corrente século, encontrando-se devidamente expostas, em sala própria, no Museu Nacional de Machado de Castro.

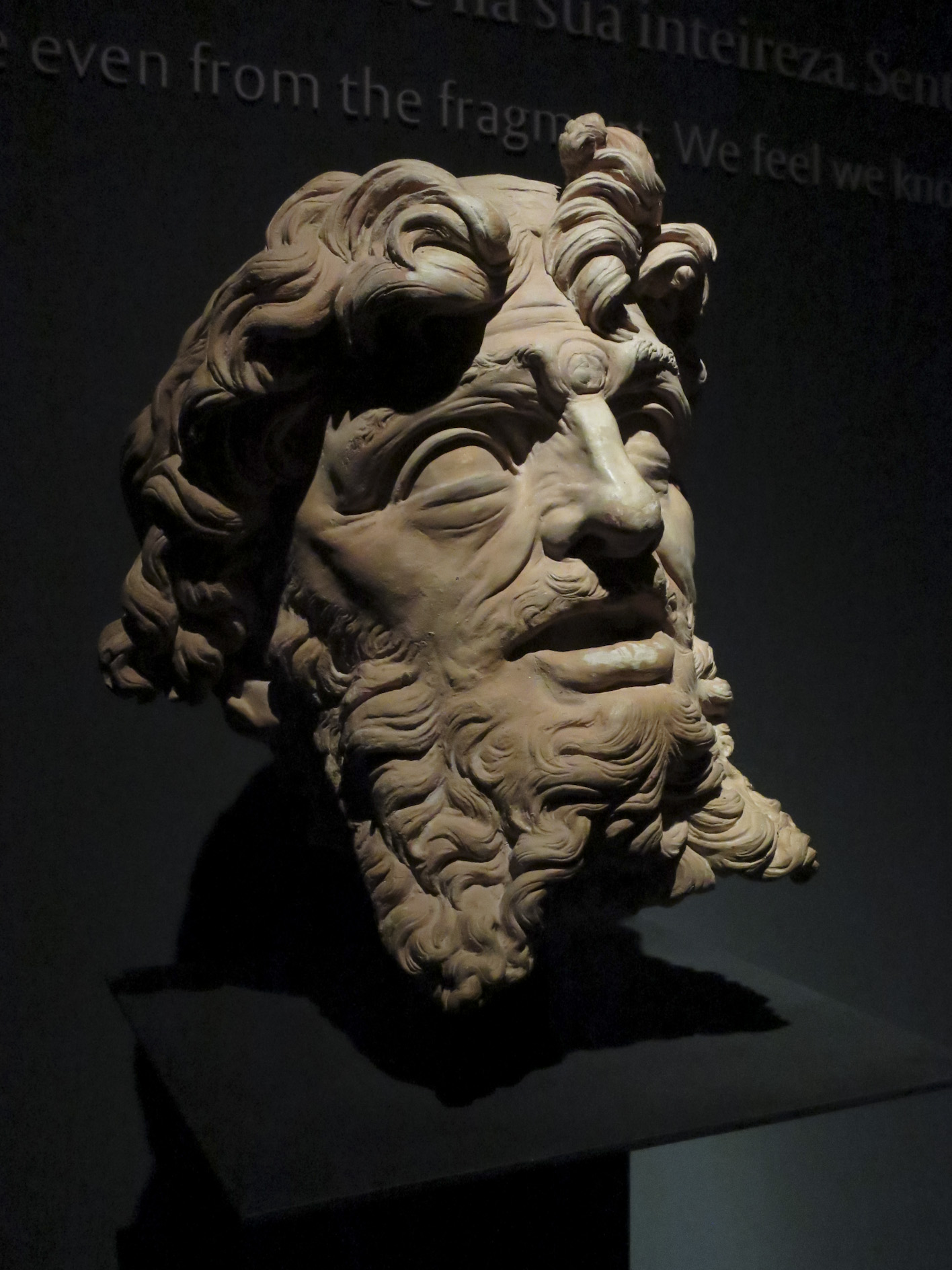
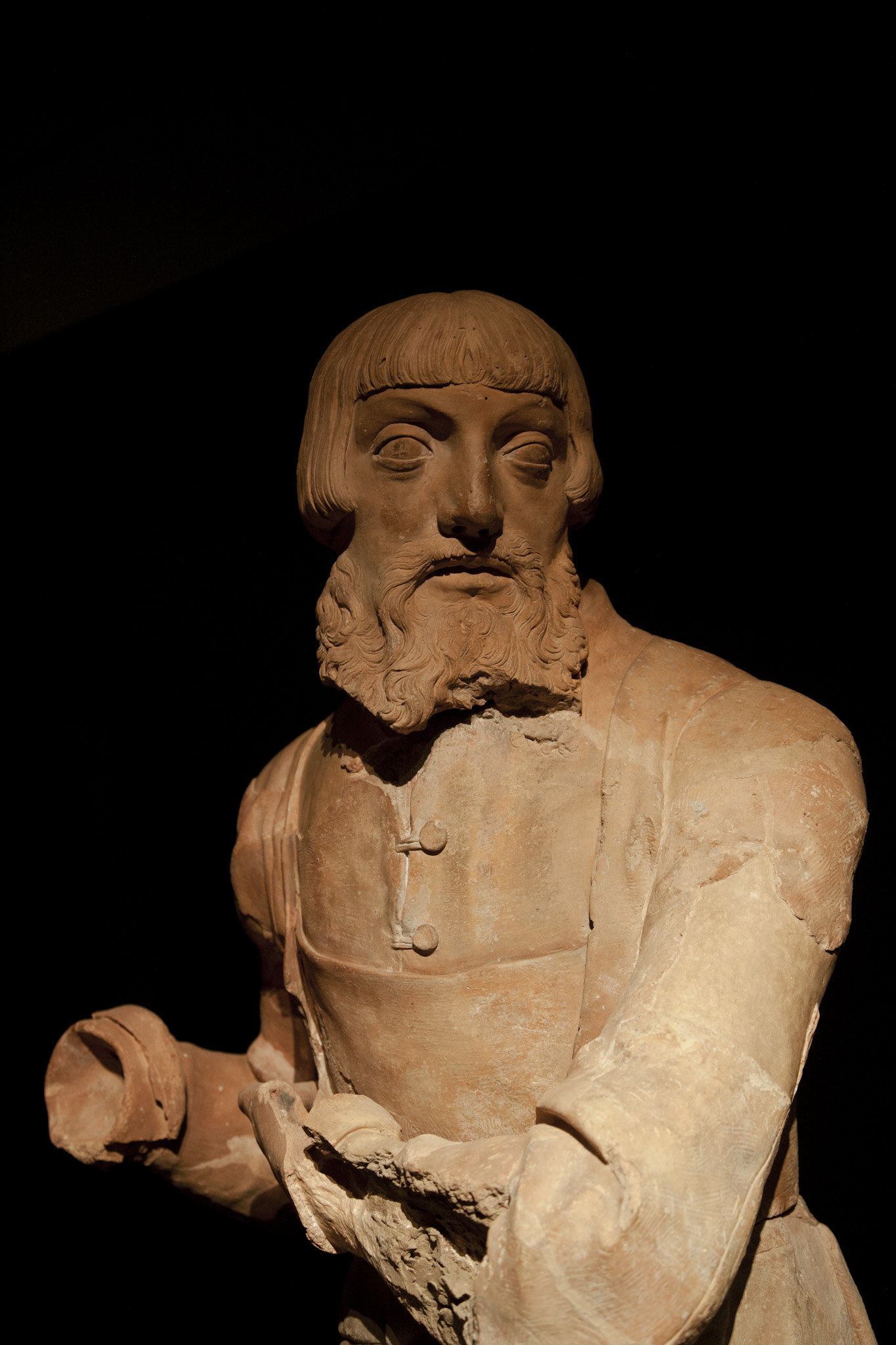
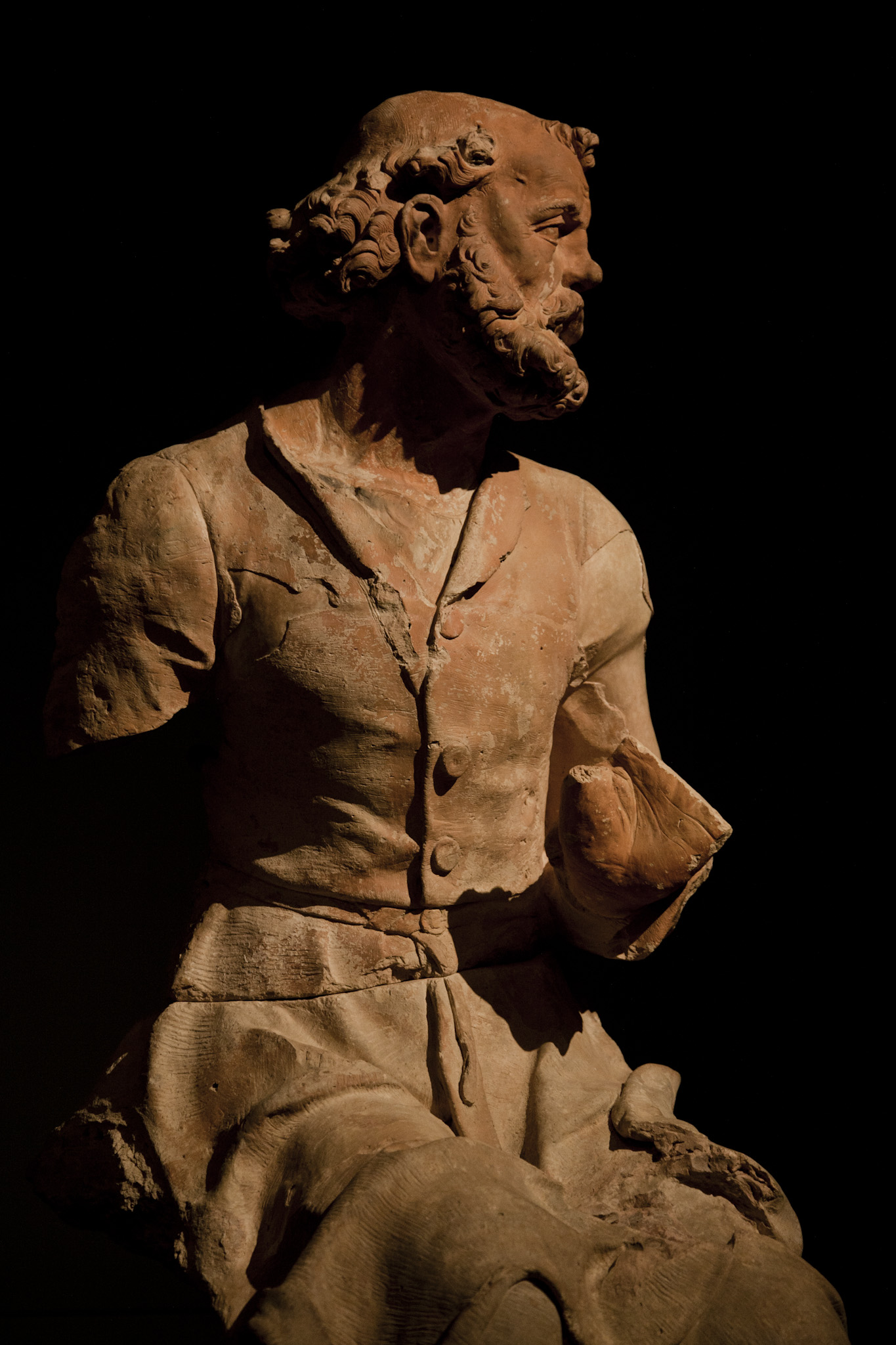
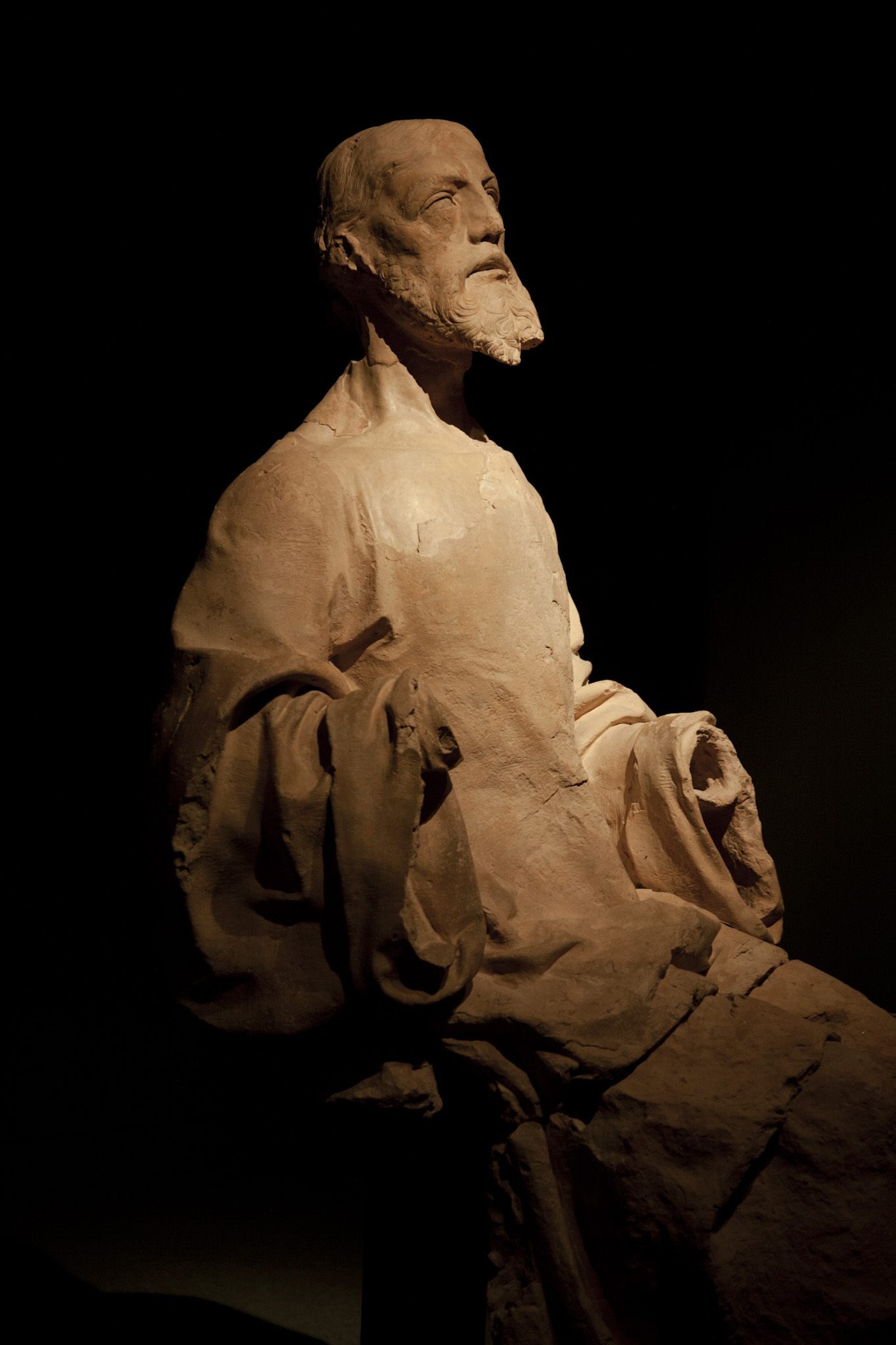
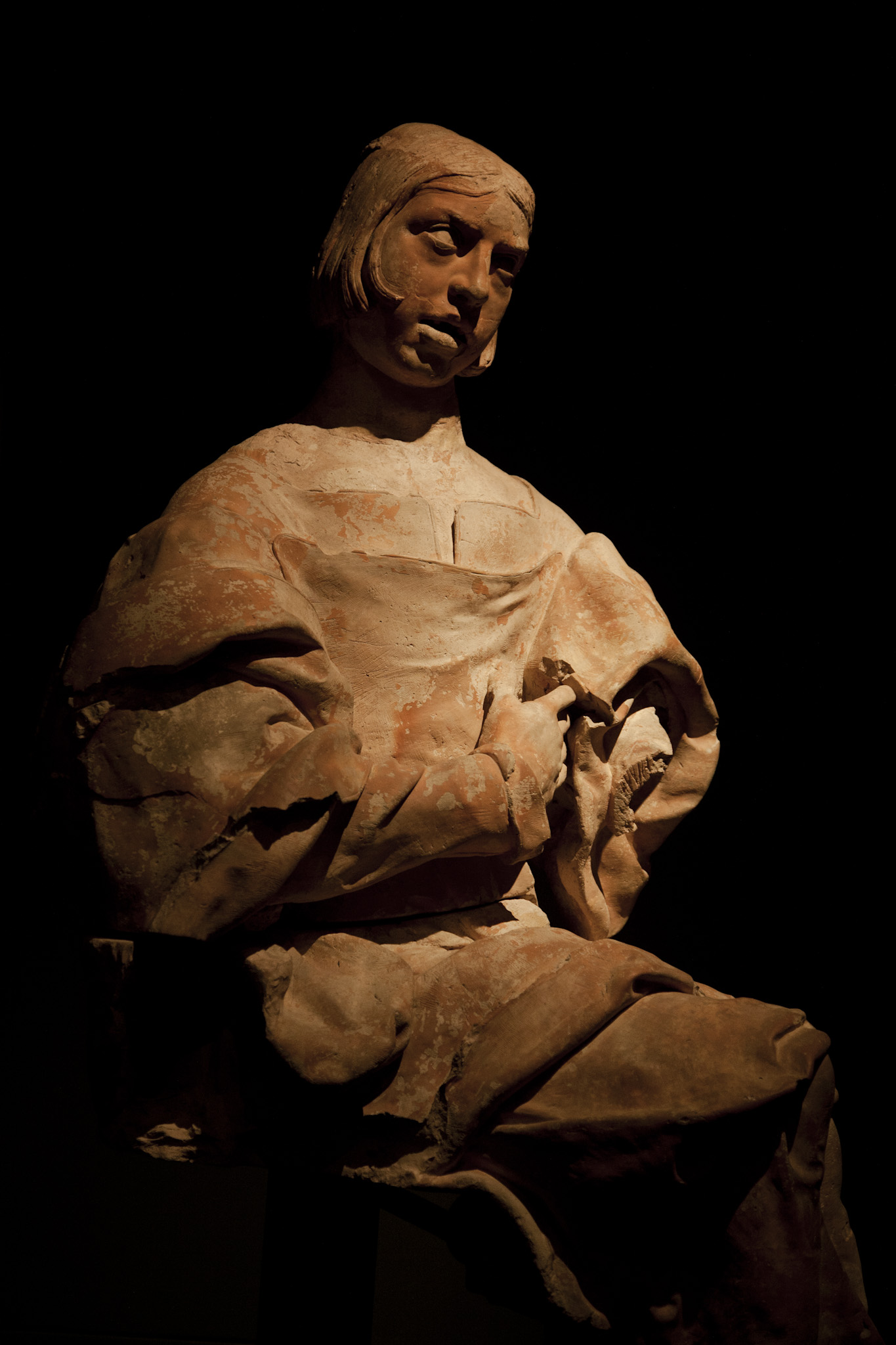
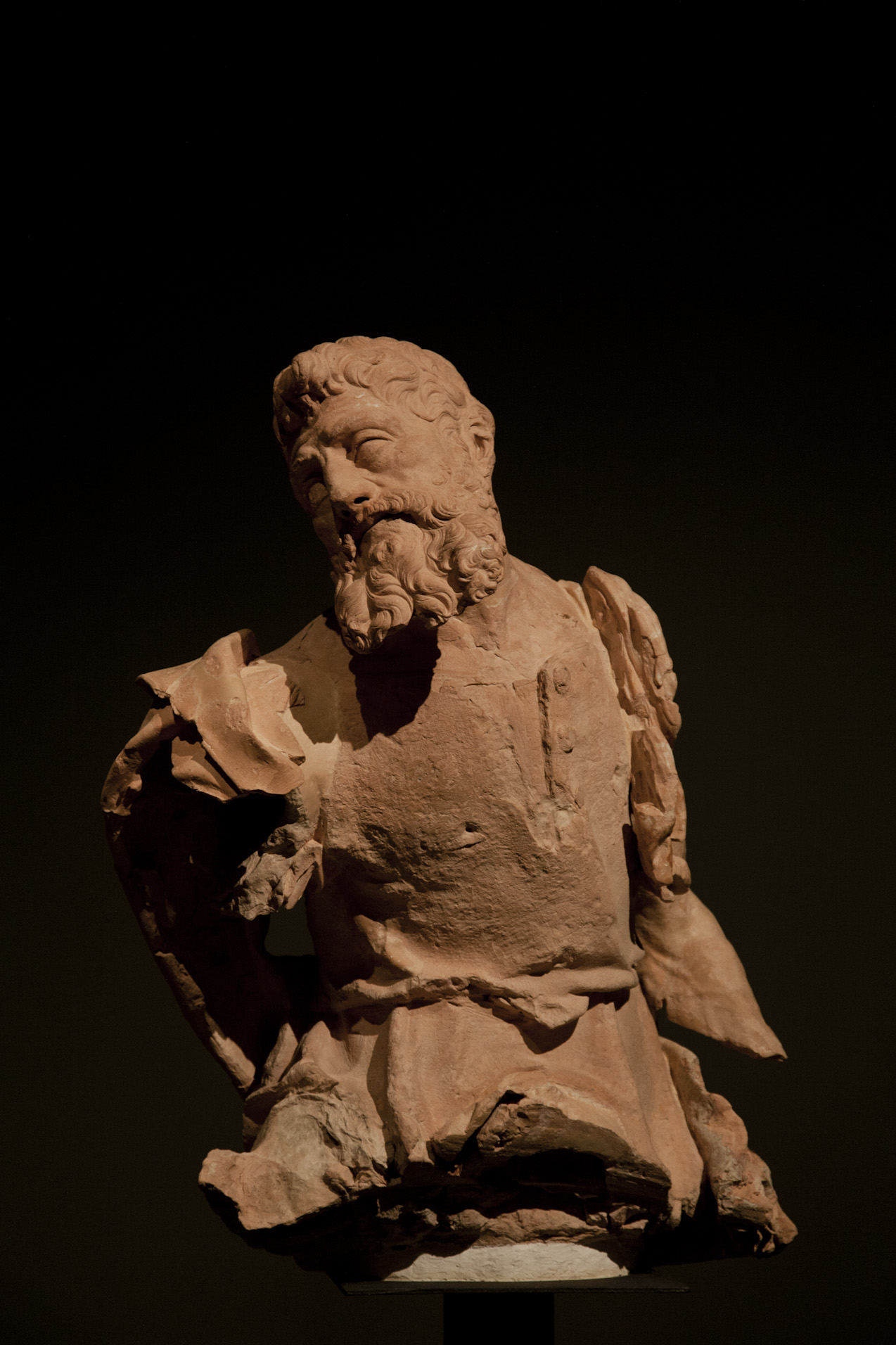
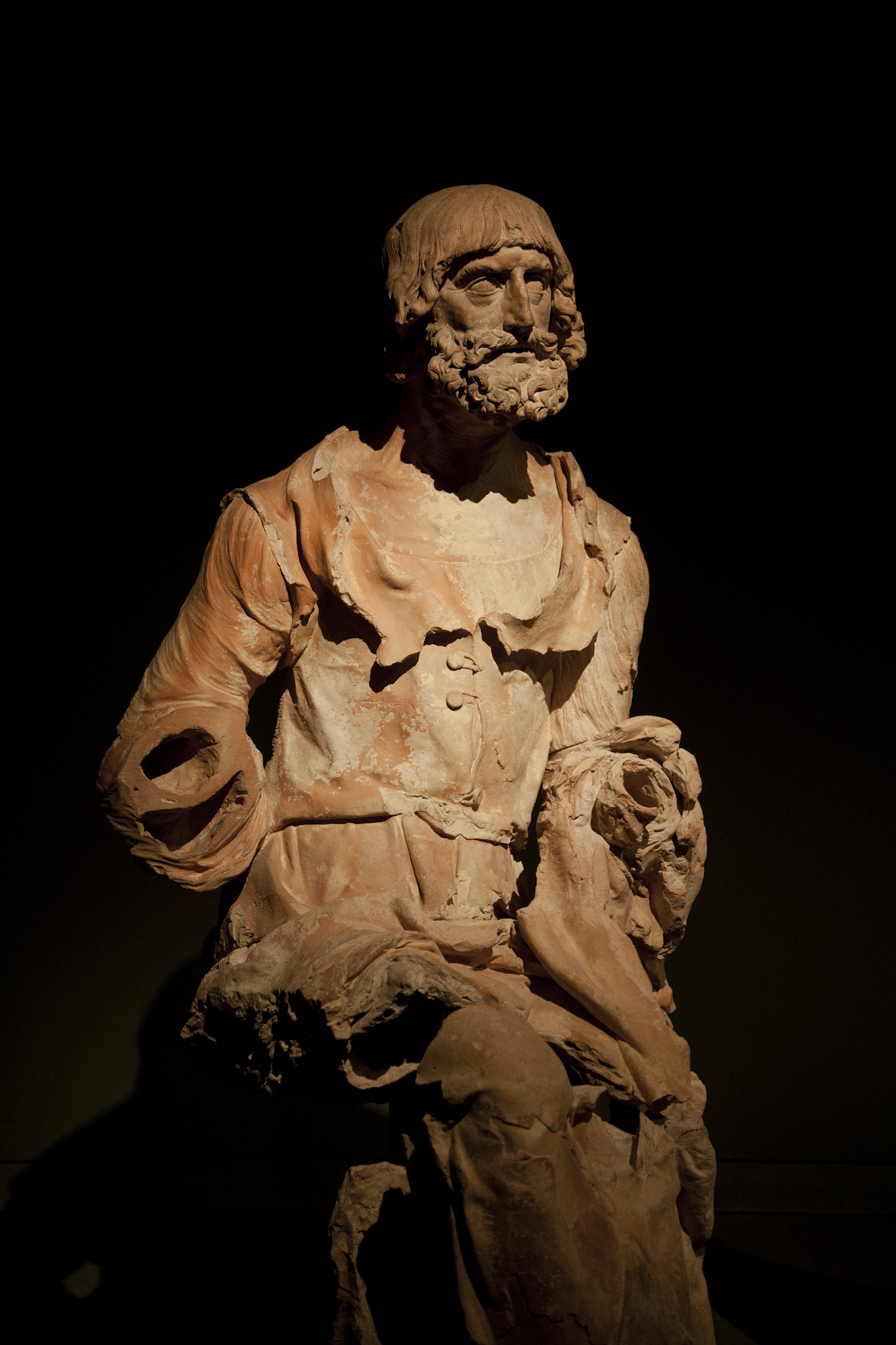
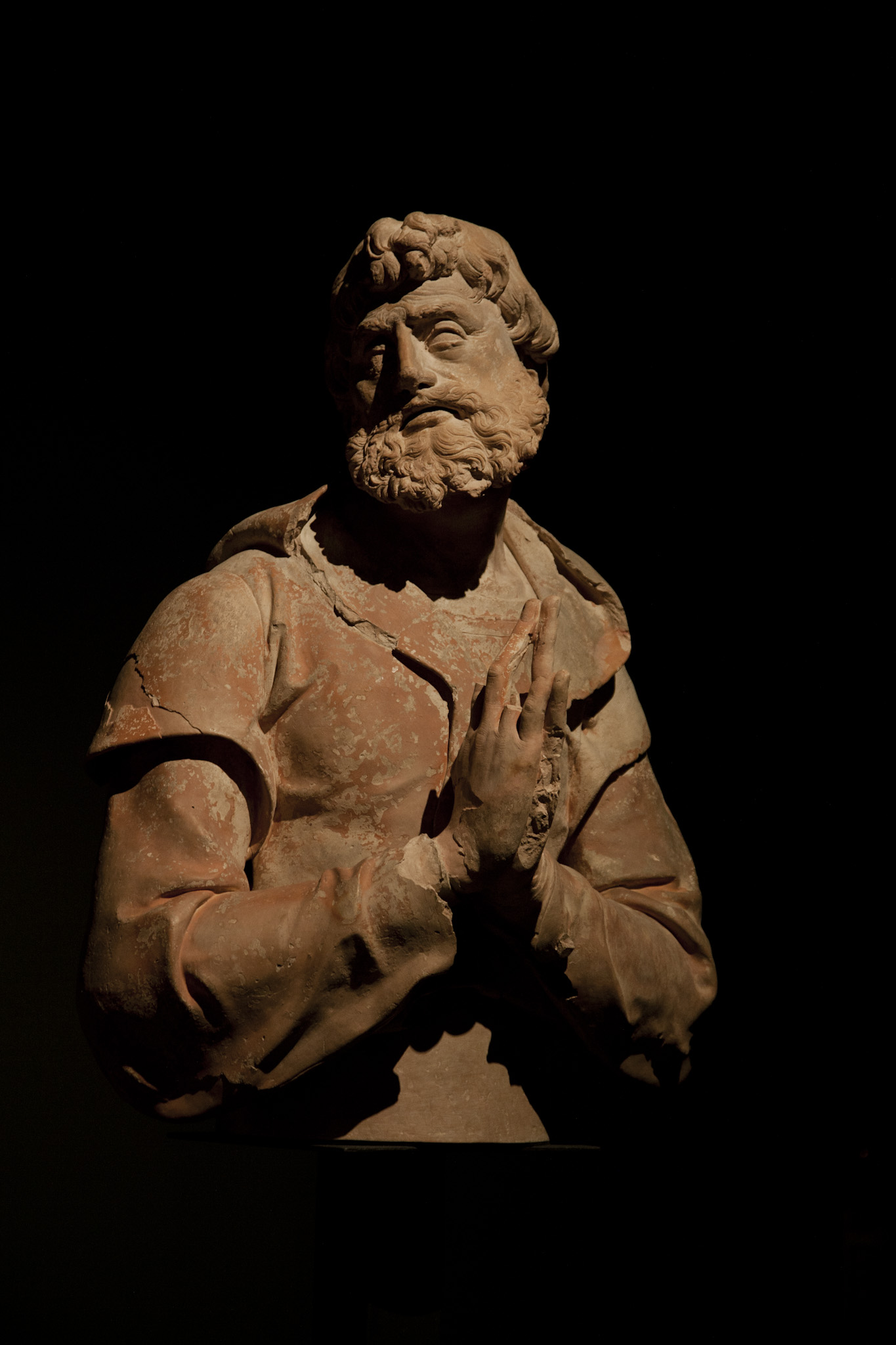